# Olesicampe vetusta
Olesicampe vetusta là một loài tò vò trong họ Ichneumonidae.